# 't Hetje
 't Hetje was een straatje in de havenbuurt in het zuidwesten van het middeleeuwse centrum van de stad Venlo, in de Nederlandse provincie Limburg. Het was een dwarsstraatje tussen het toenmalige Wijngaardstraatje en de Kolenstraat.

## Etymologie
Een mogelijke herkomst van de naam zou een heideveldje kunnen zijn. Gezien de ligging in de stad is dat echter niet aannemelijk.

## Geschiedenis
In de 15e eeuw is sprake van een Kailgass ind die Heide. In de zestiende eeuw waren er huizen opgen Heitgen. In de zeventiende eeuw werd het straatje ook wel op het Hetgen en Heidgen genoemd. Johannes Blaeu vermeldt Het Heytjen in 1652.
Ten westen van het Hetje stond voor 1868 een gebouw, de Nieuwe Zaal genoemd, tot bij de walmuur. Aan het einde van het Wijngaardstraatje was rechts een Rozenstraatje dat met het bouwen van de huizen aan de Havenkade in 1893 verdween. Het terrein tussen het Hetje en de walmuur was een heidje, te voren weide, dat langs de walmuur liep van het erf Italië tot het Kolenstraatje.
Eind 19e eeuw beschouwt een apotheker 't Hetje als een van de vuilste delen van de stad; in 1910 werd gemeld dat de buurt een 'verzamelplaats van prostituees' was. In de jaren voor de Tweede Wereldoorlog stond de steeg Hetje synoniem voor een achterbuurt en bewoners werden aangeduid als Hetjesvolk.
In 1929 werden de eerste woningen in het gebied onbewoonbaar verklaard en in 1939 was de straat gesloopt. De bewoners kregen woningen aangeboden aan het Maasschriksel, het Helschriksel en in Genooi. Architect Jules Kayser stelde in 1941 een nieuwbouwplan op voor het voormalig Hetje, met gebouwen in een historiserende stijl van de Delftse School. Door de oorlog werd het plan niet gerealiseerd.

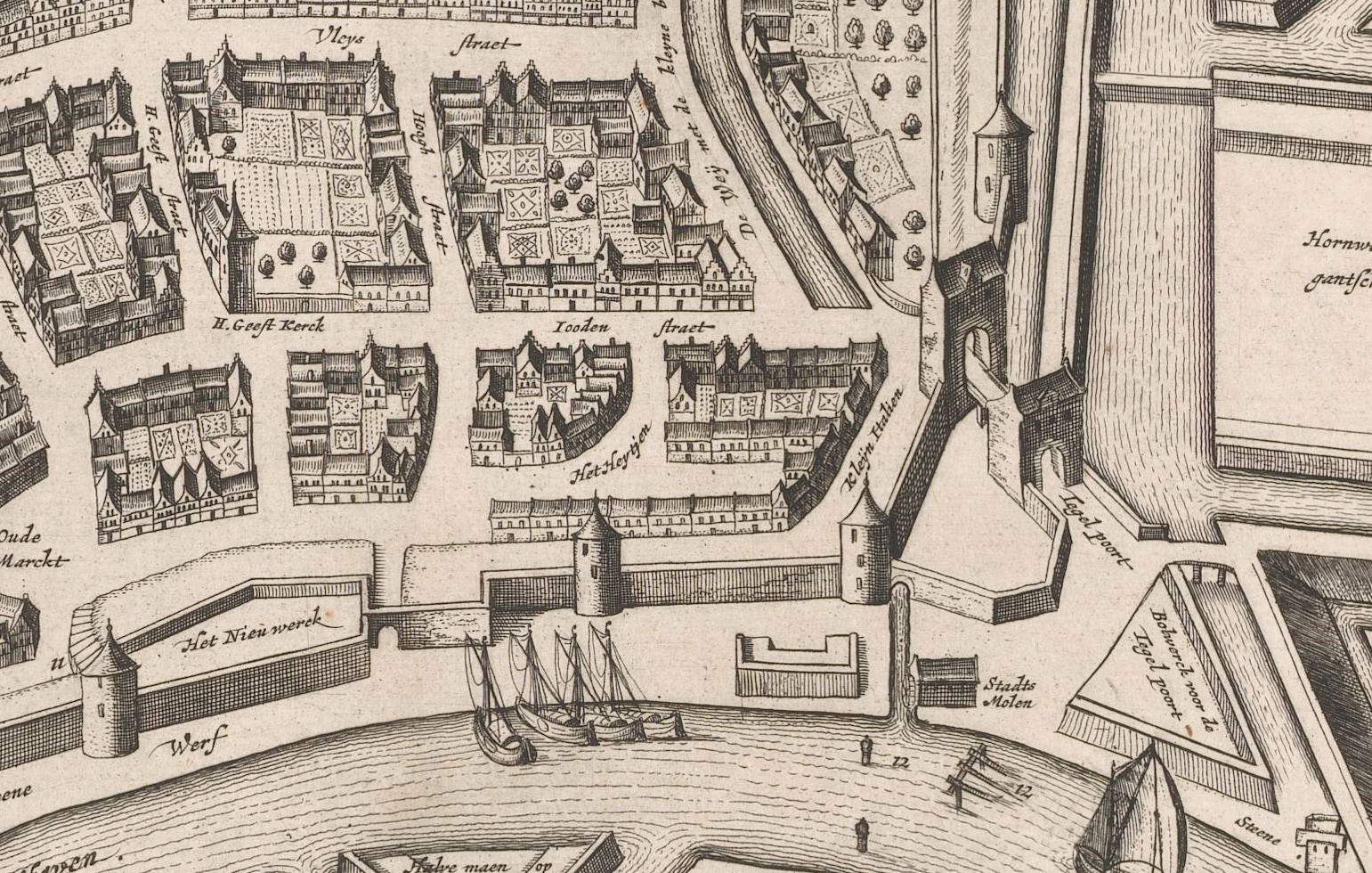
'Het Heytjen' op de kaart van Johannes Blaeu (1652)

Bij de aanleg van de Maasboulevard begin 21e eeuw is geopperd om de naam 't Hetje in ere te herstellen. Omdat de naam echter te veel negatieve associaties opriep met de oude sloppenbuurt werd besloten om de naam niet te gebruiken.